# Visible (groupe)
Visible est un groupe de cold wave français, originaire de Troyes et composé de Yves Thibord et Pascal Tritsch.

## Histoire
Yves Thibord fait partie au milieu des années 1970 de la communauté artistique autogérée La Taupe qui a pour but de promouvoir la musique et les expressions artistiques alternatives. Elle organise des concerts et des manifestations.
En 1979, il organise une exposition Dernier Escalator pour mettre en avant son œuvre de plasticien et celui de deux autres amis Pirus (Denis Mercier) et Boris Orangis (Jean-François Caritte). Pour les besoins de l'exposition, il confie l'habillage sonore au groupe post-punk Albert Truchot dont Pascal Tritsch est le chanteur et le guitariste. Un disque sort et accompagne le catalogue de l'exposition.
Yves Thibord s'installe ensuite à Londres, où il découvre les labels indépendants. Il est correspondant de l'émission Feedback de Bernard Lenoir sur France Inter. À son retour en France en 1980, il décide de créer son propre label, Hawai, qu'il finance avec ses allocations chômage.
Pour les besoins du label, il retrouve Pascal Tritsch. Ils créent le groupe Visible, dont le premier disque Essor assuré est la première publication du label, à 1 000 exemplaires, en 1981. Il reçoit le soutien de Patrice Blanc-Francard, membre de l'émission Les Enfants du rock.
Le groupe ne peut pas reproduire ses expérimentations électroniques sur scène et se concentre sur la production d'un disque suivant, le 45t Indicible Fréquence, avec Le Jour se lève en version instrumentale, sorti en 1982 ; la version chantée paraît en 2006 dans la compilation BIPPP : French Synth-Wave 1979/85 de Born Bad Records. Malgré une diffusion de Bernard Lenoir sur France Inter, il ne trouve pas de distributeur. Ils décident néanmoins de produire l'EP A Fine Aim In Life. Le titre A Fine Aim In Life fait l'objet d'un clip diffusé dans l'émission Haute Tension le 26 novembre 1983, clip d'ambiance où les membres ne sont pas présents. Le groupe se sépare.
Pascal Tritsch reprend des études de philosophie puis s'engage dans des centres culturels.
Yves Thibord s'installe à Paris au moment de l'explosion des radios libres : Radio 7, La Voix du lézard, le projet de radio du journal Libération. Début 1985, il s'engage dans l'aide humanitaire avec Médecins sans frontières, se rend en Éthiopie, aux Philippines ou au Liban où il découvre le raï qu'il fait connaître à son retour en France et à la radio au début des années 1990. Il devient en 1995 chroniqueur de Radio Nova et de Bernard Lenoir. Il est un découvreur de musique rock et pop du monde entier et promoteur en France de la diffusion du raï, notamment en étant DJ au Shéhérazade à Paris.
Yves Thibord meurt le 7 juin 2020 à Fragnes-La Loyère, en Saône-et-Loire,.